# Objaw Abadiego
Objaw Abadiego – objaw okulistyczny towarzyszący chorobie Gravesa-Basedowa. Oznacza on rozszerzenie i niedomykalność szpar powiekowych wskutek skurczu mięśnia dźwigacza powieki górnej. Objaw opisał francuski okulista Jean Marie Charles Abadie (1842-1932).